# مقاطعة جلفا
مقاطعة جلفا (بالفارسية: شهرستان جلفا) هي إحدى مقاطعات محافظة أذربيجان الشرقية في إيران. عاصمة المقاطعة هي جلفا. حسب تعداد 2006، بلغ عدد السكان 52,176 نسمة في 14,186 عائلة.